# Enrico Bonatti
Enrico Bonatti (* 28. September 1936) ist ein italienischer Meeresgeologe und Geochemiker.

## Leben
Bonatti erwarb seinen Laurea-Abschluss als Geologe in Pisa (Universität und Scuola Normale Superiore) 1959 und die Habilitation (Libera Docenza) 1967 an der Universität Pisa. 1959/60 war er als Fulbright Fellow an der Yale University bei George Evelyn Hutchinson und danach am Scripps Institute of Oceanography. 1964 wurde er Assistant Professor für Meeresgeologie an der University of Miami, 1968 Associate Professor und 1971 Professor. Ab 1975 forschte er am Lamont-Doherty Earth Observatory der Columbia University, an dem er Senior Scientist ist. 1997 bis 2002 war er außerdem Professor in Pisa und Direktor des Instituts für Meeresgeologie des italienischen Forschungsrats (CNR) und von 2003 bis 2006 Direktor des Instituts für Meeresforschung des CNR. 2003 bis 2009 war er Professor für Geodynamik an der Universität La Sapienza in Rom.
Er befasste sich mit der Bildung von Eisen-Mangan-Knollen in der Tiefsee und mit Plattentektonik und ozeanischer Kruste, zum Beispiel am Fortsatz der Bruchzone des Afrikanischen Grabens im Roten Meer (im Afar-Dreieck) oder als Mitglied des Ocean Drilling Programs (ODP) im Tyrrhenischen Meer. Er befasste sich mit Hot Spots und mittelozeanischen Rücken und der thermischen Struktur des ozeanischen Mantels. Er leitete über 30 meeresgeologische Expeditionen.
Bonatti gehörte zu einem Team der Universität Bologna, die 2009 den Tscheko-See als Relikt (und Impakt-Ort) des Tunguska-Ereignisses ausgemacht haben wollten.
2001 erhielt er den Antonio-Feltrinelli-Preis in Naturwissenschaften, 1999 die H. Patterson Medaille der Königlich Schwedischen Akademie der Wissenschaften und 2015 die Shepherd Medal der Society for Sedimentary Geology. 2010 wurde er ordentliches Mitglied der Academia Europaea, und 1994 wurde er zum auswärtigen Mitglied der Russischen Akademie der Wissenschaften gewählt.

## Schriften
- mit G. Arrhenius, Neptunism and volcanism in the ocean, Progress in oceanography 3, 1963, 7-22
- mit D. C. Lynn: Mobility of manganese in diagenesis of deep-sea sediments, Marine Geology, Band 3, 1965, 457-474
- Classification and genesis of submarine iron-manganese deposits, in: Ferromanganese deposits on the ocean floor, National Science Foundation 1972
- Metallogenesis at oceanic spreading centers, Annual Review of Earth and Planetary Sciences 3, 1975, 401
- Vertical tectonism and ocean fracture zones, Earth and Planetary Science Letters 37, 1978, S. 369–379
- mit Kim Kastens u. a.: ODP Leg 107 in the Tyrrhenian Sea: Insights into passive margin and back-arc basin evolution, Geological Society of America Bulletin. Band 100, 1980, S. 1140–1156
- mit Kathleen Crane: Oceanic fracture zones, Scientific American, Mai 1984
- Punctiform initiation of seafloor spreading in the Red Sea during transition from a continental to an oceanic rift, Nature, 316, 1985, 33-37
- mit P. J. Michael: Peridotite composition from the North Atlantic: regional and tectonic variations and implications for partial melting, Earth and Planetary Science Letters 73, 1985, S. 91–104
- mit Monique Seiler: Crustal Underplating and Evolution in the Red Sea Rift: Uplifted Gabbro/gneiss Crustal Complexes on Zabargad and Brothers Islands, Journal of Geophysical Research, Band 92, 1987, S. 12803–12821
- The rifting of continents, Scientific American 1987
- mit P. J. Michael: Mantle peridotites from continental rifts to ocean basins to subduction zones, Earth and Planetary Science Letters 91, 1989, S. 297–311